# Begléri
 (signalé en juin 2025).
Si vous disposez d'ouvrages ou d'articles de référence ou si vous connaissez des sites web de qualité traitant du thème abordé ici, merci de compléter l'article en donnant les références utiles à sa vérifiabilité et en les liant à la section « Notes et références ».
- Archive Wikiwix
- Bing
- Cairn
- DuckDuckGo
- E. Universalis
- Gallica
- Google
- G. Books
- G. News
- G. Scholar
- Persée
- Qwant
- (zh) Baidu
- (ru) Yandex
- (wd) trouver des œuvres sur Wikidata

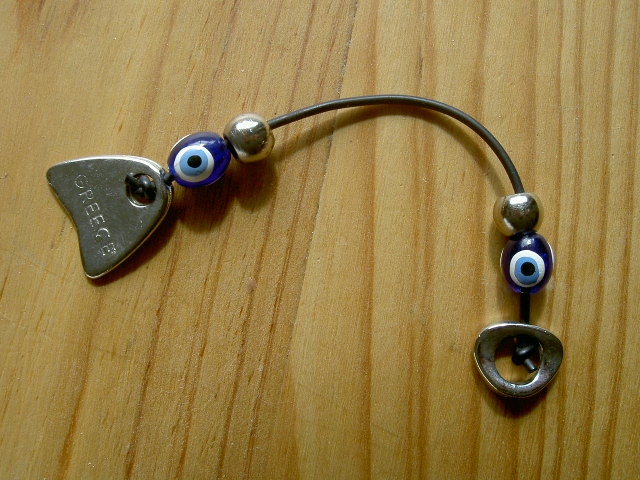
Un begléri moderne.

Le begléri (en grec μπεγλέρι; prononciation « bégléri ») est une variante du komboloï, inventée dans les années 1930. À la différence du komboloï, la longueur de la corde est bien plus grande que la largeur des perles attachées. Le begléri était composé à l'origine de 16 perles et ne se terminait pas non plus par un « pompon ». Le terme begléri viendrait du verbe beglerízo (μπεγλερίζω) qui signifie « jeter les dés ».
Dans les années 1990, le begléri ne comportait plus que deux perles et on n’attachait plus ensemble  les deux extrémités de la cordelette pour former un feston. Aujourd’hui, le begléri peut comporter plus de deux perles (plus ou moins grosses et de matières différentes), et il existe aussi des begléris dont les extrémités sont aimantées que l'on puisse porter l'objet comme un bracelet.

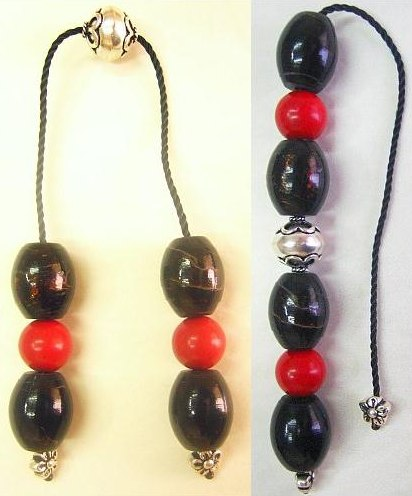
Begléri à plusieurs perles (corail noir et corail rouge).
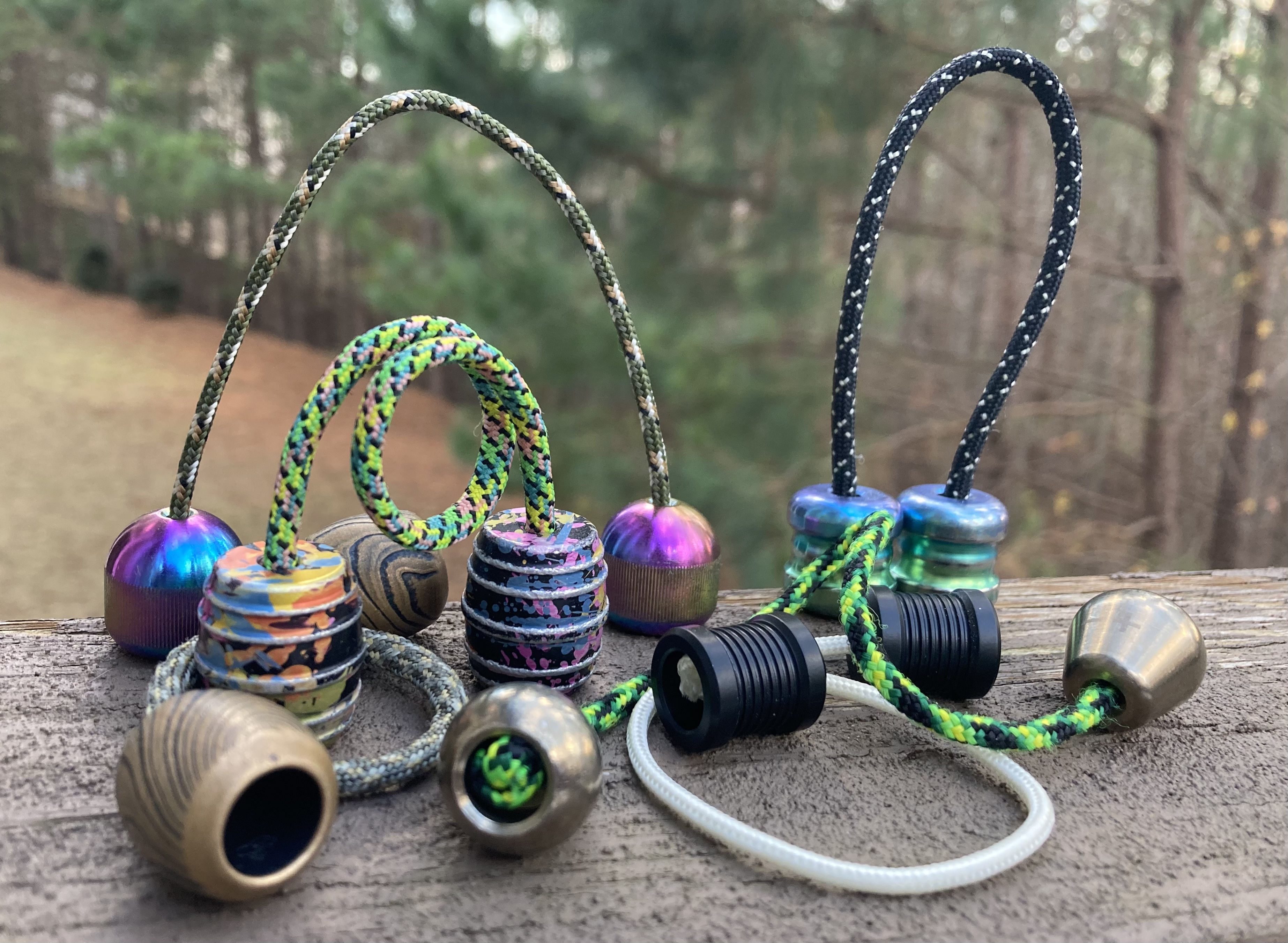
Différents begléris modernes.